# Tempelhüter

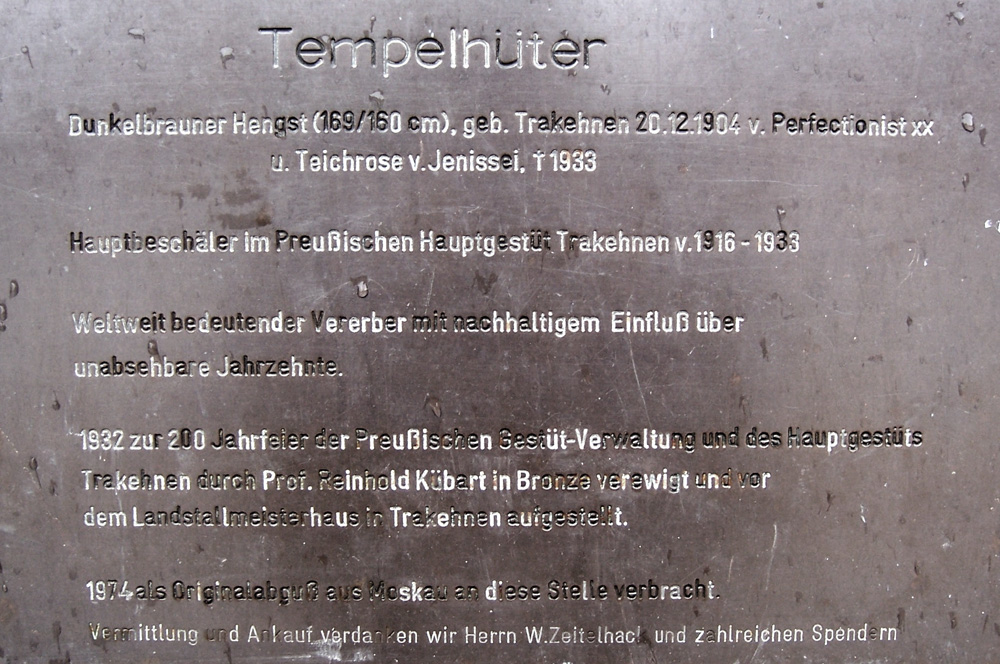
Gedenktafel unter der Statue

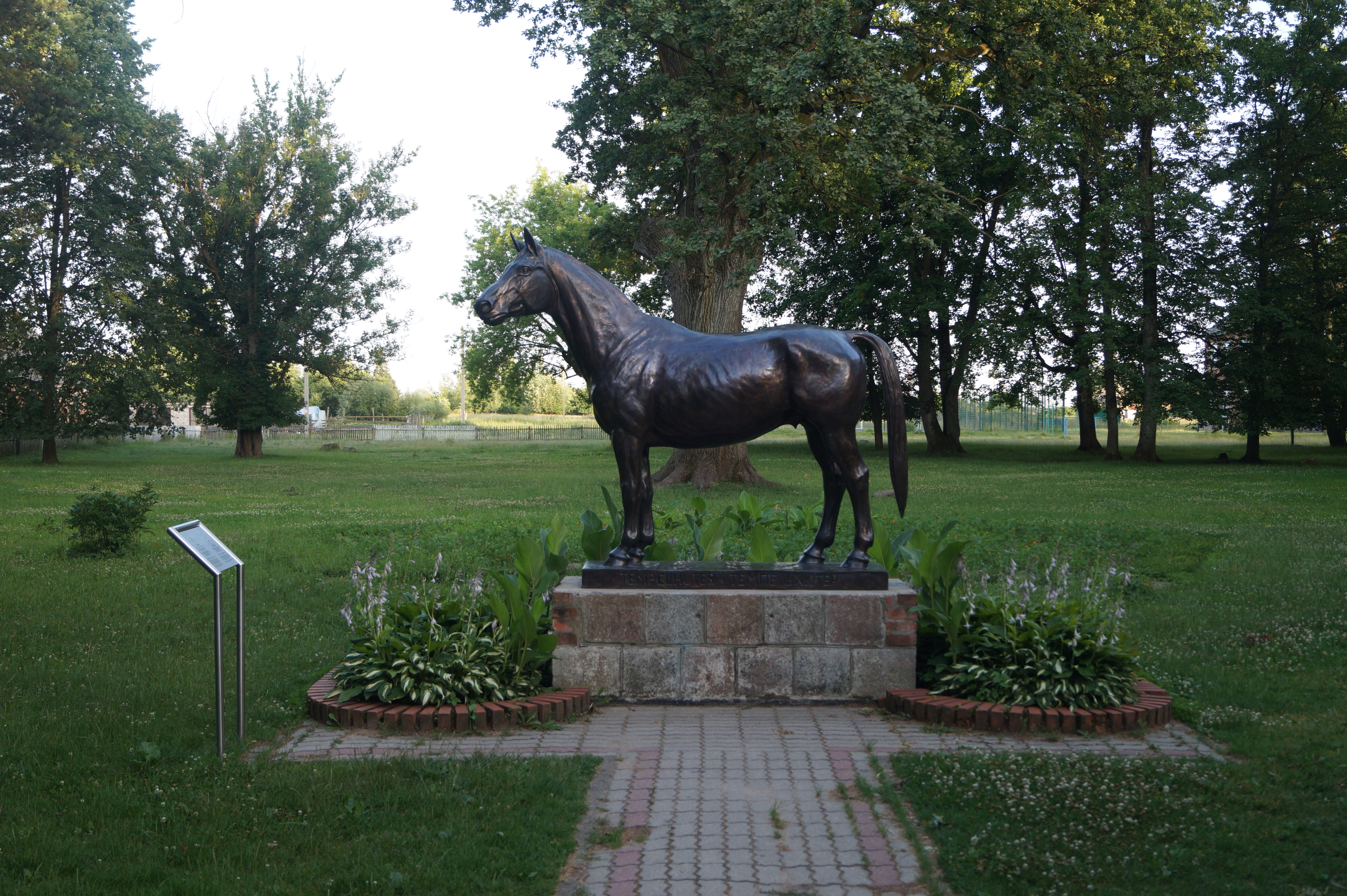
Rekonstruktion des Tempelhüter-Denkmals im heutigen Jasnaja Poljana (Trakehnen)

Der Hengst Tempelhüter (* 20. Dezember 1904 in Trakehnen; † 16. Januar 1933 ebenda) war neben Perfectionist xx, Dampfroß und Pythagoras der wichtigste Hauptbeschäler des preußischen Hauptgestüts Trakehnen. Er war für die Zucht derart bedeutend, dass in Trakehnen eine Bronzestatue mit seinem Abbild aufgestellt wurde.

## Leben
Der dunkelbraune Hengst Tempelhüter war der Sohn des Hauptbeschälers Perfectionist xx und der Stute Teichrose von Jenissei.
Von 1909 bis 1915 war Tempelhüter Landbeschäler in Braunsberg, danach von 1916 bis 1931 Hauptbeschäler in Trakehnen. Er deckte in Trakehnen 495 Stuten, die 333 lebende Fohlen hinterließen, von denen 59 Trakehner-Mutterstuten und 65 Beschäler wurden. Außerdem hinterließ er 115 Auktionspferde.
Tempelhüter hatte im Alter von 17 Jahren ein Stockmaß von 159 cm. Auffallend war seine beträchtliche Rumpflänge von 166 cm. Damit kam er dem Zuchtziel, ein Pferd zu schaffen, das „über mehr Boden steht“, sehr entgegen.

## Rezeption
Eine Bronzestatue Tempelhüters des Bildhauers Reinhold Kuebart wurde 1932 anlässlich des 200-jährigen Bestehens des Gestütes vor dem Landstallmeisterhaus Trakehnen aufgestellt. 1944 wurde sie von der Roten Armee als Siegestrophäe nach Moskau verbracht und dort später vor dem Landwirtschaftsministerium – Fakultät für Tierzucht – aufgestellt. 1989/90 beschädigten Rowdys das Denkmal, danach zerstörte ein Brand die Bronzeglasur. Unter anderem durch Spenden von Pferdefreunden aus den USA wurden die Schäden inzwischen  behoben. Jetzt hat Tempelhüter einen sichereren Platz im Innern des Landwirtschaftsmuseums erhalten.
1974 brachte ein russischer Tieflader einen Originalabguss des bronzenen Tempelhüter nach Verden an der Aller. Heute steht dieser Abguss des Tempelhüter noch immer vor dem dortigen Deutschen Pferdemuseum. Seit dem 29. September 2013 steht eine anhand von Lichtbildern angefertigte Rekonstruktion des Denkmales in Originalgröße auf dessen altem Standort, dem Sockel vor dem Landstallmeisterhaus in Trakehnen.